# Atractor de Lorenz

L'atractor de Lorenz, amb valors r = 28, σ = 10, b = 8/3.

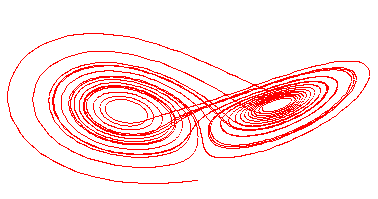
Projecció d'un atractor de Lorenz tridimensional.

L'atractor de Lorenz, concepte introduït per Edward Lorenz el 1963, és un sistema dinàmic determinista tridimensional no lineal derivat de les equacions simplificades de rotllos de convecció que es produeixen en les equacions dinàmiques de l'atmosfera terrestre.
Per alguns valors dels paràmetres {\displaystyle a,b,c} el sistema exhibeix un comportament caòtic i mostra el que actualment s'anomena un atractor estrany, això va ser provat per W. Tucker el 2001. L'atractor estrany en aquest cas és un fractal de dimensió de Hausdorff entre 2 i 3. Grassberger (1983) ha estimat la dimensió de Hausdorff en 2.06 ± 0.01 i la dimensió de correlació en 2.05 ± 0.01.
El sistema apareix en làsers, en generadors elèctrics i en determinades rodes d'aigua. El model és un sistema de tres equacions diferencials ordinàries, conegudes com les equacions de Lorentz:
{\displaystyle {\frac {dx}{dt}}=a(y-x)}
{\displaystyle {\frac {dy}{dt}}=x(b-z)-y}
{\displaystyle {\frac {dz}{dt}}=xy-cz}
on a s'anomena el Nombre de Prandtl i b s'anomena el nombre de Rayleigh.
{\displaystyle a,b,c>0}, però és normalment {\displaystyle a=10}, {\displaystyle c=8/3} i b és variat. El sistema exhibeix un comportament caòtic per a {\displaystyle b=28} però mostra òrbites periòdiques per a altres valors de b, per exemple, amb {\displaystyle b=99.96} es converteix en un nus tòric anomenat T (3,2).
La forma de papallona de l'atractor de Lorenz pot haver inspirat el nom de l'efecte papallona en la teoria del Caos.